# Iulian Claudiu Manda
Iulian Claudiu Manda (Craiova, 20 dicembre 1975) è un politico rumeno, membro del Partito Social Democratico, già deputato dal 2004 al 2016, senatore dal 2016. Dal 2016 al 2019 è stato vicepresidente del Senato della Romania e dal 2019 è deputato al Parlamento europeo.

## Biografia
Nel 1998 si è laureato in contabilità e informatica presso l'Università di Craiova. In seguito ha completato un programma di dottorato in management presso l'Università Valahia di Târgoviste. È entrato in politica nelle file del Partito Social Democratico.
Inizialmente, ha lavorato per un'impresa privata, per poi divenire direttore del gabinetto personale di un parlamentare. Negli anni 2000-2004 ha fatto parte del consiglio comunale della sua città natale, Craiova. È stato vicedirettore del dipartimento giovanile e sportivo dell'amministrazione distrettuale di Dolj (2001-2003) e direttore di un centro culturale studentesco (2003-2004).
Ha anche ricoperto varie posizioni nelle strutture del PSD. È stato vicepresidente (2002-2004), segretario generale (2004-2006) e presidente del consiglio nazionale (2006-2010) dell'organizzazione giovanile Tineretul Social Democrat. Nel 2013 ha diretto le strutture del PSD nel distretto di Dolj.
Nel 2004 è stato eletto per la prima volta alla Camera dei deputati e riconfermato con successo alle elezioni del 2008 e 2012. Nel 2014, è stato il candidato ufficiale del primo ministro Victor Ponta per la carica di ministro del bilancio, ma la sua candidatura è stata bloccata dal presidente Traian Băsescu. Nel 2016 Iulian Claudiu Manda è stato eletto al Senato.
Dal 2019 è sposato con la politica Lia Olguța Vasilescu.
Il 22 agosto 2020 fu indicato come vicepresidente del PSD nel corso del congresso che elesse Marcel Ciolacu alla presidenza del partito. Fu riconfermato il 24 agosto 2024.